# Kenderbeton
A kenderbeton kender alapú építőanyag.
Kenderpozdorját (a kóró fás részét), meszet, puccolánt(en) és vizet tartalmaz. A kenderbeton igen sokoldalú, mivel fel lehet használni falak, padlók, tetők szigetelésére, emellett tűzálló, vízálló és rothadásálló, amíg a föld felett van. A kenderbeton a kendernövény szára belső részének porózus rostjaiból áll, amit mész bázisú kötőanyaggal kevernek össze az építőanyag létrehozásához. Ez a keverék egy részét újra megköti a szén-dioxidnak, melyet kibocsátottak az előállítása során; a kender a növekedése során több üvegházhatású gáz megkötésére képes, mint a fák, sőt, eközben oxigént termel. Mivel a kenderrostból készülő hőszigetelő anyag jelentősen kisebb energiabefektetéssel készül, az építkezések környezeti terhelését is jelentősen mérsékli. A kender építőanyagként a legkorszerűbb biopasszívházak építéséhez, de a régi épületek hőszigeteléséhez is használható.
A Csongrád megyei Domaszéken 2016 végén kezdődött meg az első két magyarországi kenderház kivitelezése. Mindkét épület elkészült, és mindkettőt lakják. 

## A kenderház előnyei
- - gyors, könnyű építés
  - fal és szigetelés egyben, költséghatékony
  - magában könnyen vakolható
  - tetszőleges falvastagság építhető
  - kiemelkedő hőszigetelő tulajdonságok, mindamellett, hogy jó hőtároló képességei is bizonyítottak
  - építkezések környezetre gyakorolt hatása csökken, sőt az egyetlen forma, mely pozitív irányba billentheti a mérleget, hiszen a növény CO2-t köt meg, és oxigént termel a növekedése folyamán
  - meglévő házak szigetelésére is alkalmas
  - ősi építőanyagok újrafelfedezése, kender és mész
  - egyetlen tonna kender 2 tonna szén-dioxidot abszorbeál, és mindezt tartósan
  - kellemes akusztikai és zajszigetelési tulajdonságok
  - tökéletes páraháztartás, szellőzés
  - allergiamentes és nincs egészségre káros hatása
  - ellenáll a tűznek, kártevőknek
  - visszaforgatható teljes egészében, építésnél a habarcsba törve, vagy egyszerűen komposztanyagként.